# Acanthochondria margolisi
Acanthochondria margolisi – gatunek pasożytniczego widłonoga z rodziny Chondracanthidae. Jako pierwszy opisał go w 1984 roku kanadyjski parazytolog polskiego pochodzenia – Zbigniew Kabata. Okazy typowe (7 samic) zostały pozyskane z jam skrzelowych ryb Microstomus pacificus złowionych w Pacyfiku na La Perouse Bank (głębokość 269 sążni, tj. 492 metry) u wybrzeży Kolumbii Brytyjskiej (południowo-zachodnia Kanada). Epitet gatunkowy upamiętnia dr. Leo Margolisa, eksperta w dziedzinie pasożytów kanadyjskich ryb.